# Chartreuse (monastère)
Pour les articles homonymes, voir Chartreuse.
 (mars 2017).
Si vous disposez d'ouvrages ou d'articles de référence ou si vous connaissez des sites web de qualité traitant du thème abordé ici, merci de compléter l'article en donnant les références utiles à sa vérifiabilité et en les liant à la section « Notes et références ».

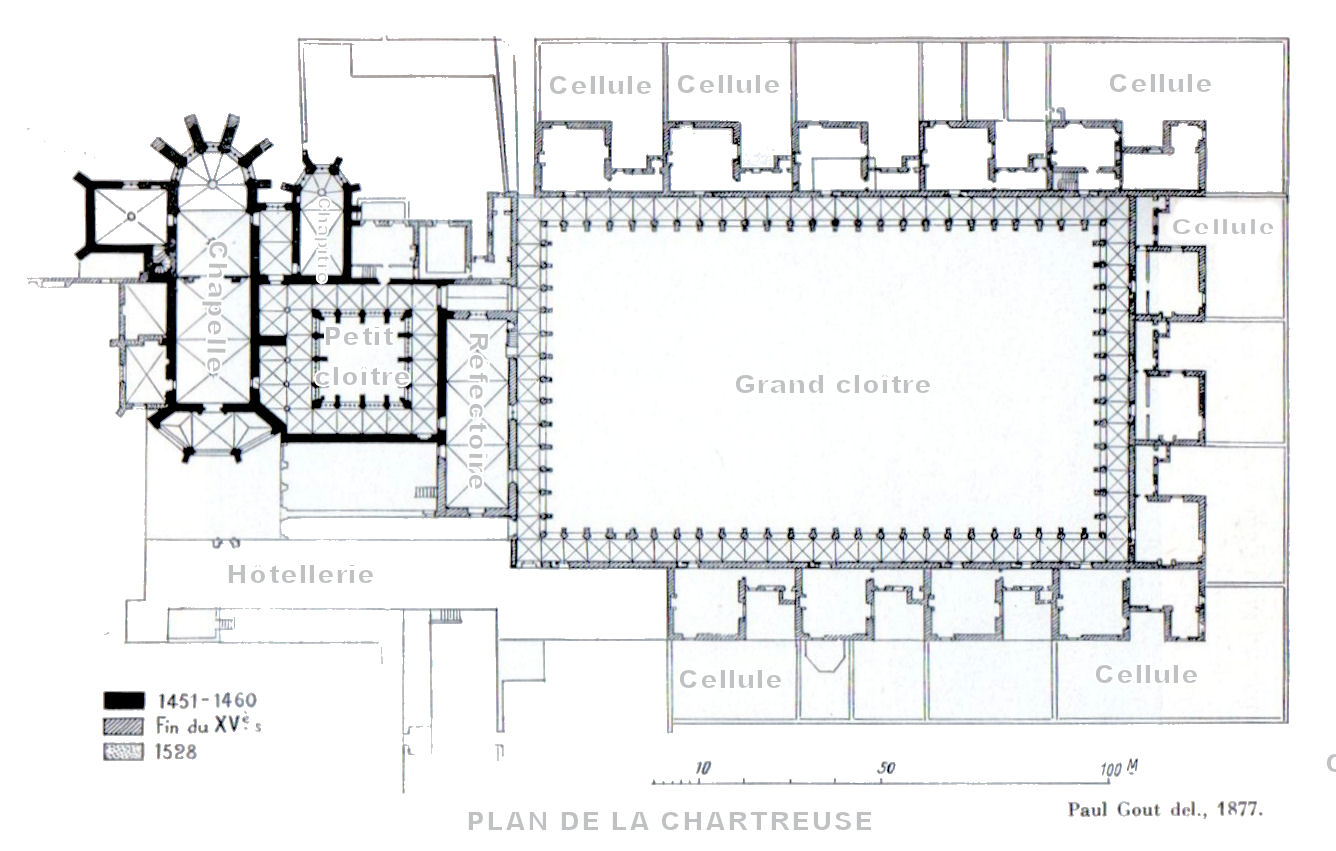
Plan de la chartreuse Saint-Sauveur d'après leCongrès archéologique de France, 1937.

Une chartreuse (en latin : cartusia) est un monastère rassemblant des moines chartreux, mais par contre, à strictement parler, les chartreuses ne sont pas des abbayes. La plus célèbre est la Grande Chartreuse.

## Architecture

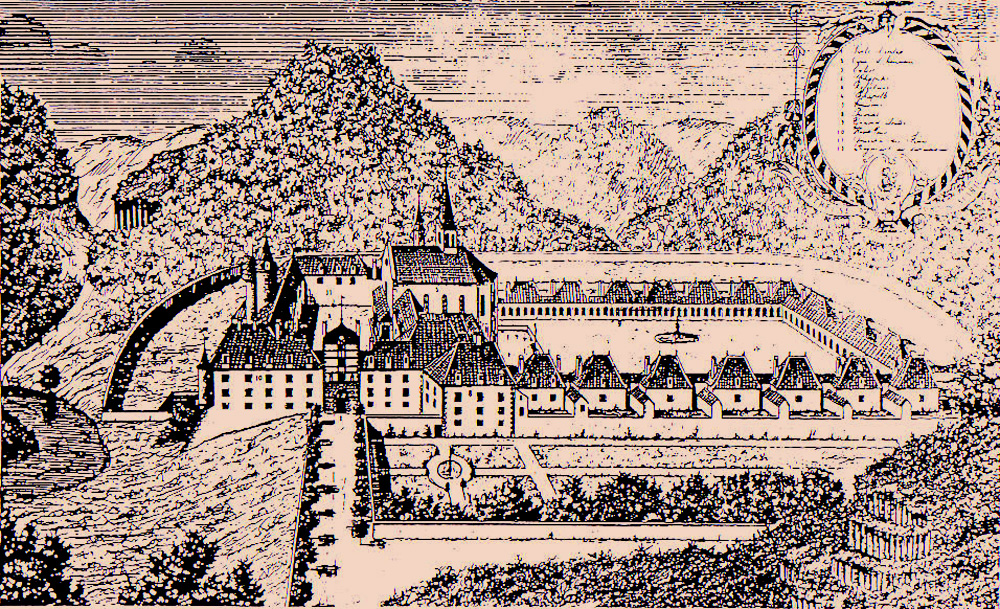
Plan cavalier de la chartreuse de Port-Sainte-Marie au cœur des Combrailles, aux limites de l'Auvergne et du Limousin.

Le propos de vie cartusien, associant cénobitisme et érémitisme, donna naissance à une architecture et à une organisation originale des bâtiments conventuels. Cette structure, fixée probablement dès les reconstructions postérieures à l'avalanche de 1132 qui détruisit les bâtiments de bois de la chartreuse primitive, a été adoptée par tous les établissements cartusiens à travers l'Europe. 
Malgré cette uniformité de structure, il n'existe pas de chartreuse modèle. À chacune, surtout en zone montagneuse ou dans les terrains accidentés, la configuration des lieux a imposé des caractéristiques particulières. Les maisons préexistantes, adaptées à la vie cartusienne après affiliation à l'ordre, ou réadaptées à la suite de suppressions temporaires, présentent également des originalités (par exemple Trisulti ou Sélignac). Viollet-le-Duc a décrit la chartreuse idéale à partir du plan de la chartreuse de Clermont qu'il avait pu observer avant sa destruction. La chartreuse de Bosserville est un bon exemple, lisible et visitable, des maisons de plaine construites au XVIIe siècle. La chartreuse de la Transfiguration aux États-Unis, construite dans les années 1970, offre un exemple original d'architecture moderne cartusienne .

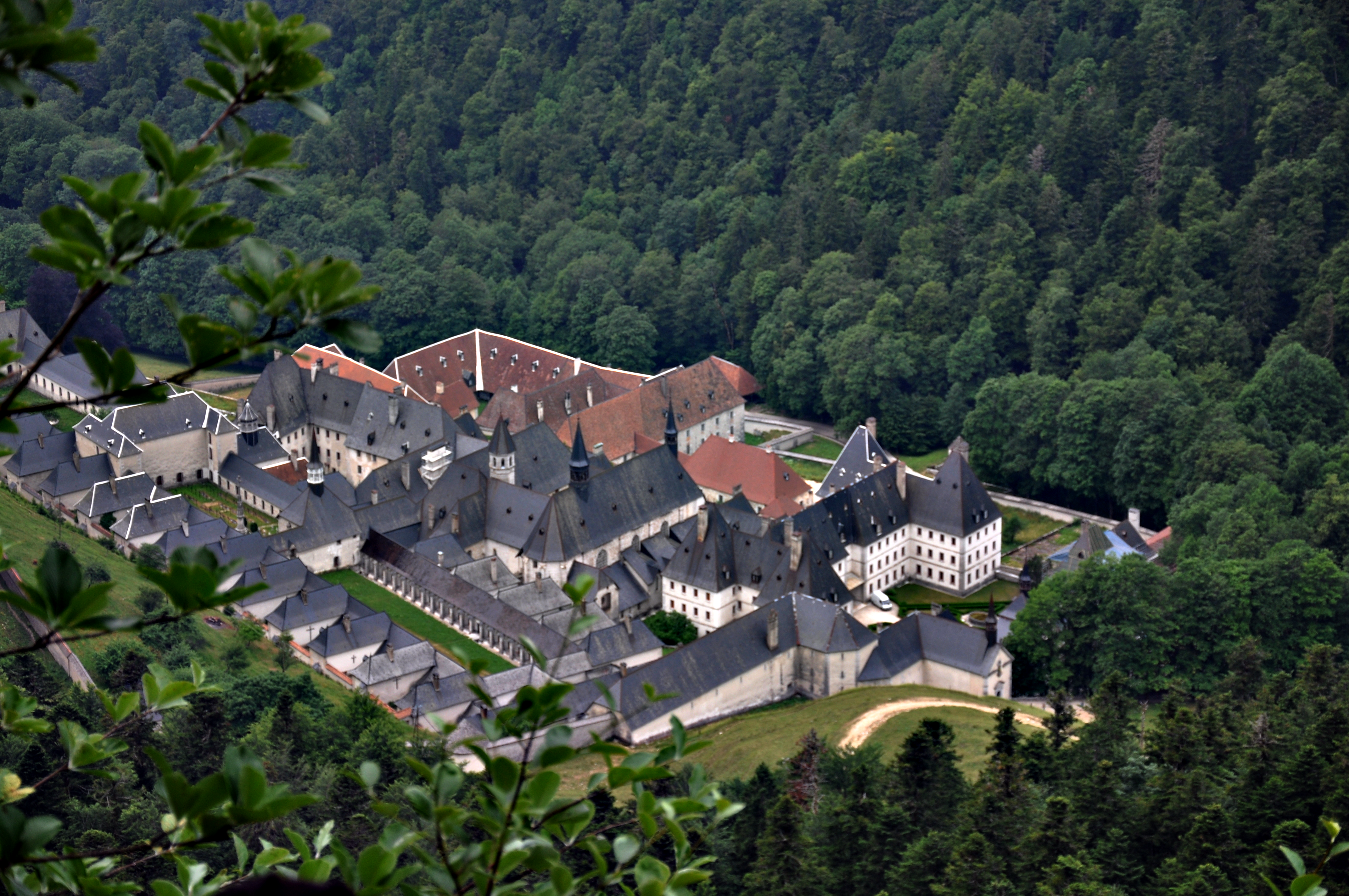
Monastère de la Grande Chartreuse.

### Structure générale des bâtiments
Tous les moines doivent vivre dans l'absolue solitude et le silence, garantis par l'espace géographique du désert et les murs de la clôture. 
À l'image de la communauté qui les habite, les bâtiments de la vie cartusienne occupent deux espaces distincts, l'un abritant les pères (cellules et grand cloître) et l'autre les frères (bâtiments des frères, obédiences ou ateliers). Tous deux sont regroupés autour des bâtiments de la vie commune (église, chapitre, réfectoire, cimetière). Cet ensemble est caractérisé par la simplicité et la sobriété propres à l'ordre.
Chaque père du cloître occupe une petite maison reliée aux autres par un couloir ou cloître commun, qui permet la circulation à l'abri des intempéries et relie le quadrilatère des cellules (grand cloître) à celui de la vie commune (petit cloître, appelé aussi galilée) autour duquel sont disposés l'église, le réfectoire, le chapitre. 

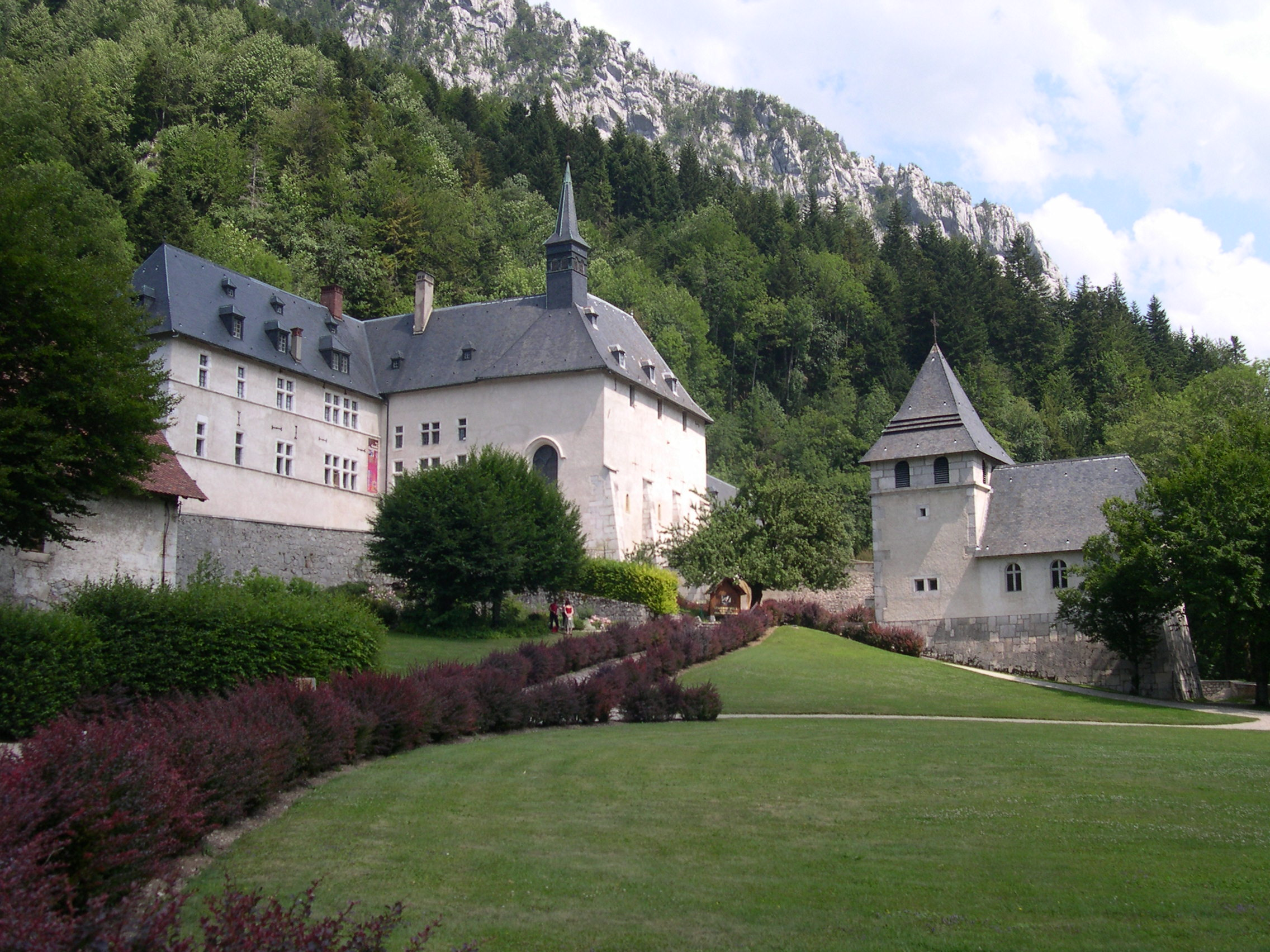
La Correrie de la Grande Chartreuse.

D'après les coutumes primitives, les lieux de la vie cartusienne se répartissaient entre maison haute, où vivent les pères, et maison basse où vivent les frères, enclos dans l'espace d'un même désert.

### Maison basse et bâtiments des frères
La communauté des laïcs (ou convers) vivait, travaillait et priait dans les bâtiments de la maison basse (ou « correrie »), située à la Grande Chartreuse, à deux kilomètres en aval de la maison haute abritant les cellules des Pères, à proximité des routes fréquentées, mais à l'intérieur de l'enceinte du désert (voir cliché). Dans les autres maisons de l'ordre, lorsque les conditions de solitude devinrent insuffisantes, la distinction entre maison haute et basse fut progressivement supprimée, d'abord dans les nouvelles fondations, puis dans les anciennes maisons. Dès lors, les frères occupaient des bâtiments réservés à l'intérieur de la clôture de la maison haute, et proches de leurs ateliers ou obédiences, mais suffisamment séparés des cellules pour ne pas en troubler le silence.

### L'église conventuelle et les lieux de culte
Chaque chartreuse comprend plusieurs églises et chapelles : 

#### L'église conventuelle

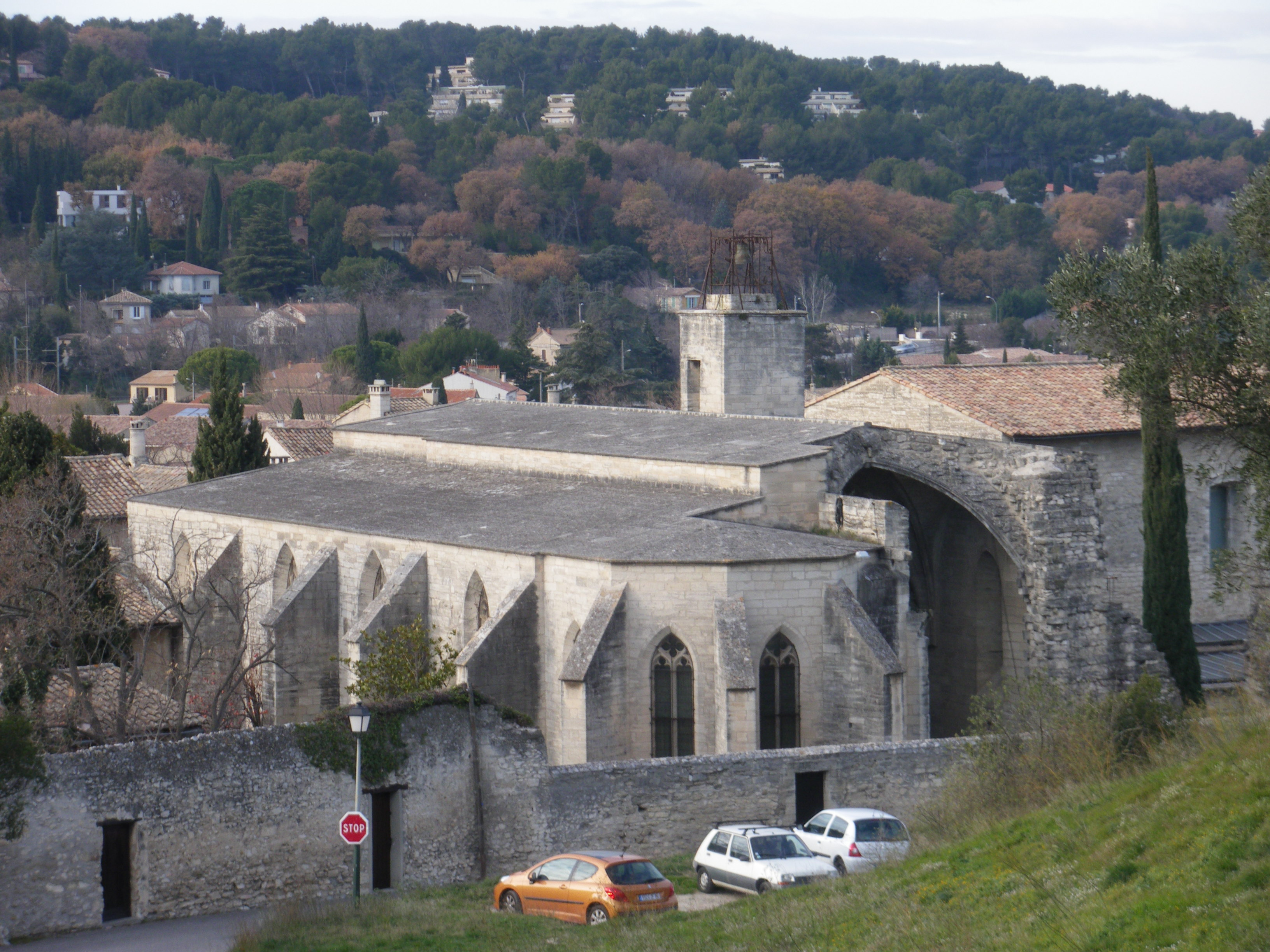
Église conventuelle de la chartreuse de Villeneuve-lès-Avignon.

L'église conventuelle est le centre du monastère ; c'est une construction souvent étroite et dépourvue de nefs latérales. 
L'église cartusienne est divisée en quatre parties : 
- Le sanctuaire

Il comprend l'autel et le tabernacle. À droite de ceux-ci, la piscine est une armoire pratiquée dans l'épaisseur du mur où se rangent les vases sacrés et se préparent les oblats pour l'offertoire selon le rite cartusien. Également sur la droite en faisant face à l'autel, est fixée, contre le mur et perpendiculairement à l'autel la cathèdre ou siège du célébrant.
- Le chœur des moines

Il occupe environ les deux tiers de la nef. Chaque mur est bordé d'une rangée de stalles simples et d'une rangée de 'formes' ou long prie-Dieu d'une pièce qui longe toute la rangée des stalles et sur lequel sont posés les livres liturgiques pendant les offices. Au milieu, dans le tiers inférieur, au centre de la nef, est placé le 'lectoire' ou pupitre destiné aux lectures de l'office de nuit, au chant de l'épître de la messe et des oraisons de Laudes et Vêpres.
- Le chœur des frères

Il est séparé du chœur des moines par un jubé, parois de bois, fermée par une porte à double battant qui est ouverte durant la messe et les offices. Les frères s'y rassemblent pour assister à une partie de l'office de nuit, à la messe et à certains offices communs. Depuis le concile Vatican II, il leur est loisible de participer aux offices dans le chœur des Pères et de se joindre à eux par le chant, s'ils en ont le désir et les capacités.
Au jubé, surmonté d'une croix, sont adossés, dans le chœur des frères deux autels, de part et d'autre de la porte du chœur des Pères.
- La tribune

Une tribune en hauteur, au-dessus du chœur des frères, permet d'accueillir les étrangers admis à la communauté à participer aux offices. Il n'y a jamais d'orgues dans les églises cartusiennes.
À l'origine, comme dans les constructions récentes, les églises cartusiennes ne comprennent qu'un seul autel. Au XIIIe siècle seulement il y fut autorisé la construction de deux autels secondaires, édifiés contre le jubé qui sépare le chœur des Pères de celui des frères.
Trois portes sont pratiquées dans les murs des églises cartusiennes. L'une permet la circulation entre le petit cloître et le chœur des Pères. C'est par elle qu'ils entrent à l'église pour les offices. En face d'elle se trouve la porte du 'vestiaire' où le prêtre revêt les ornements sacerdotaux pour la messe et par laquelle il fait son entrée au sanctuaire pendant le chant de l'introït de la messe. En chartreuse, le terme de sacristie, et sa fonction ordinaire, sont plutôt réservés à la cellule du religieux chargé de cet office (Dom Sacristain). Une troisième porte est pratiquée sous la tribune, au fond du chœur des frères ; elle leur permet d'accéder à l'église. Selon la disposition des lieux, les processions de sépulture passent également par cette porte pour entrer à l'église après la levée de corps ou pour se rendre au cimetière après la messe de sépulture.
Enfin un clocher abrite les cloches qui scandent la vie du monastère. Il est ordinairement situé à l'aplomb de la croisée de la nef et du sanctuaire, à l'entrée du chœur des Pères qui sonnent la cloche à tour de rôle au fur et à mesure de leur arrivée à l'église avant les vêpres et les petites heures du dimanche. La messe et l'office de nuit sont sonnés par le sacristain seul.

#### Le chapitre
Le chapitre, généralement pourvu d'un autel consacré, abrite la célébration du chapitre conventuel le dimanche après prime et none (la célébration de prime à l'église, les dimanches et fêtes a été supprimée à la suite du concile Vatican II, mais non l'office qui continue d'être célébré en cellule. Néanmoins le chapitre de prime a également été supprimé à cette occasion.) Le chapitre abrite également diverses cérémonies liturgiques (sermons, lavement des pieds le Jeudi-Saint, etc.) et peut également servir à la célébration des messes lues.

#### La chapelle de famille ou de la maison basse

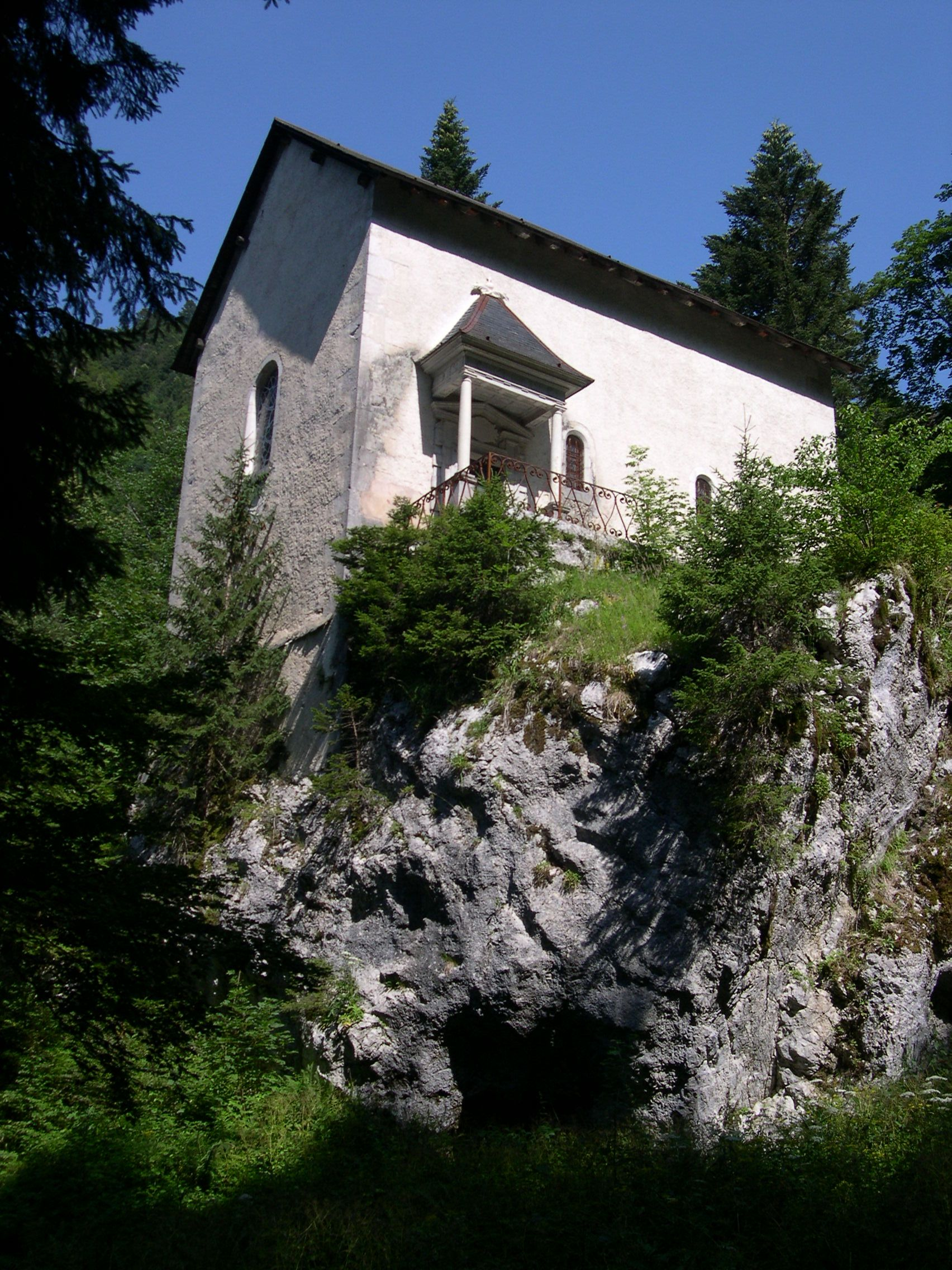
Chapelle Saint-Bruno.

Les Chartreux appellent chapelle de famille la chapelle des frères laïcs. Primitivement c'était l'église de la maison basse. Depuis la suppression de celles-ci, les frères ont un lieu de culte propre, à proximité de leurs quartiers. Ils y prient en commun matin et soir. Le procureur y célèbre la messe pour les frères qui ne peuvent assister à la messe conventuelle. Lui-même ou un père désigné par lui y fait également une conférence spirituelle hebdomadaire aux frères.

#### La chapelle des reliques
Chaque maison ancienne abrite une chapelle des reliques, particulièrement ornée et équipée de vitrines ou d'armoires pour abriter les reliques conservées dans le monastère. La communauté peut s'y rassembler chaque année pour écouter la nomenclature des reliques conservées au monastère à l'occasion de la fête de la Toussaint (1er novembre). Au Moyen Âge, ces reliques faisaient l'objet d'une fête solennelle le 8 novembre. Dans plusieurs maisons, un banc parcourt donc son pourtour pour permettre à la communauté de s'asseoir durant cette lecture. Son autel peut être utilisé le reste de l'année pour la célébration des messes lues.

#### La chapelle extérieure
La chapelle extérieure a son sanctuaire situé en clôture et sa nef hors clôture, séparée du sanctuaire par une grille à guichet. La messe y est célébrée pour les familles, les femmes - qui ne peuvent entrer en clôture -  et les gens des environs.

#### Les chapelles intérieures
Les chapelles intérieures sont exclusivement destinée à la célébration des messes lues, le matin après ou avant la messe conventuelle. Elles constituent  sans doute l'élément le moins connu et le moins étudié de l'histoire de l'architecture cartusienne. Elles se multiplient en même temps que les Chartreux adoptent, tardivement au cours du XIIIe siècle, la pratique des messes lues quotidiennes. Disséminées dans les bâtiments, leur implantation varie totalement d'une maison à l'autre. On évite généralement de multiplier le nombre des autels latéraux des églises conventuelles. À la chartreuse de Vauvert (Paris), des chapelles latérales sont construites le long du mur extérieur gauche de la nef, mais elles sont séparées de l'intérieur de l'église par des portes pleines et les autels y sont disposés contre le mur extérieur. 
La décoration des chapelles intérieures est souvent tributaire (et représentative) de l'esprit des temps et de leurs usagers. Bien que très sobre, elle mériterait une étude attentive. Leur nombre est indéfini, généralement voisin du nombre total de prêtre qui peuvent être abrités dans une maison.

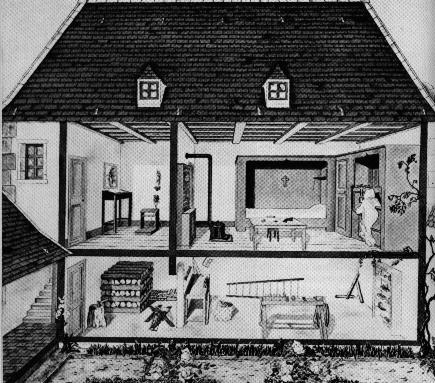
Exemple de cellule de chartreux.

### Les cellules

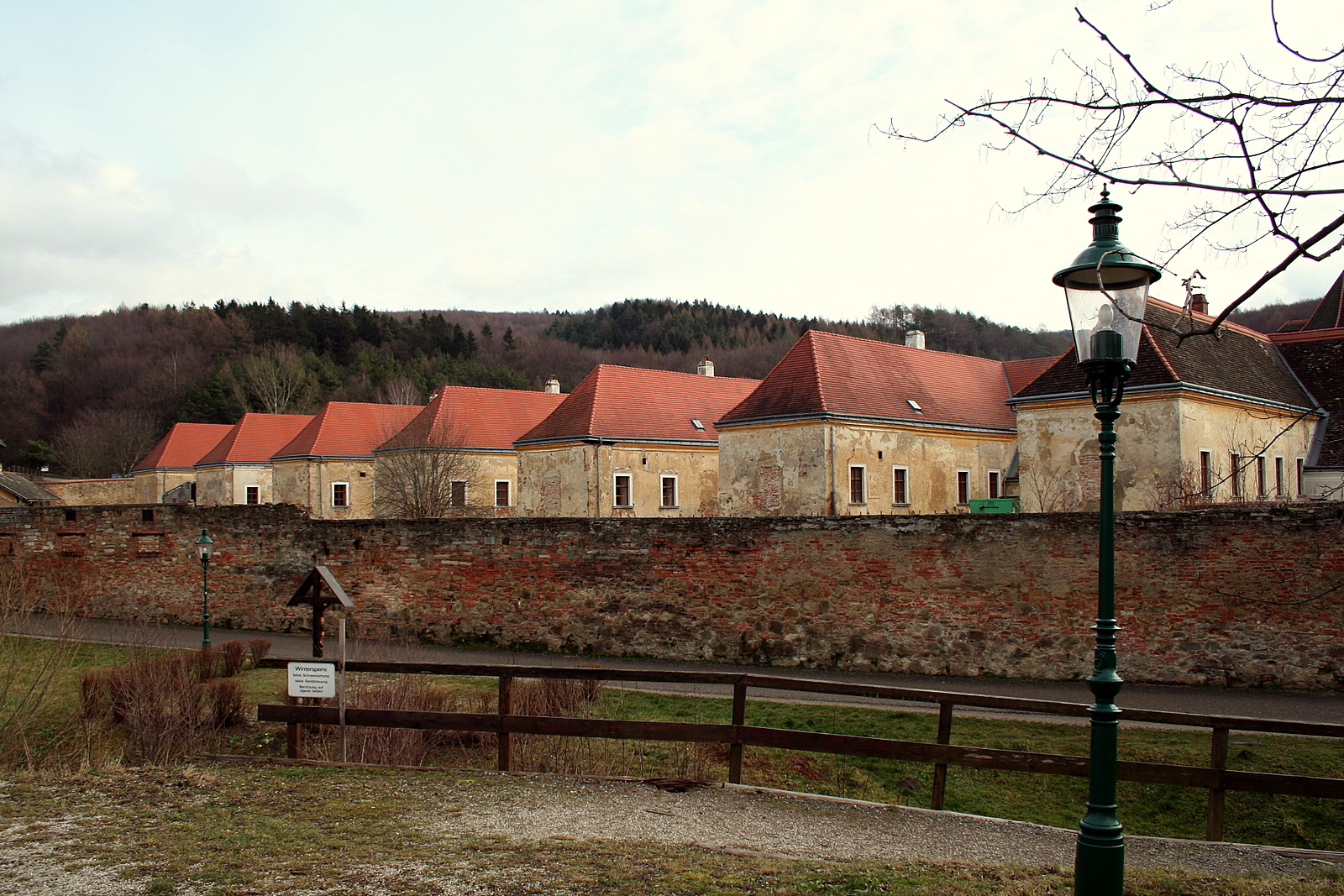
Les cellules de la chartreuse de Mauerbach.

Chaque cellule ouvre sur le grand-cloître. La porte donne d'abord sur un passage ou un couloir appelé promenoir qui permet de prendre de l'exercice durant la mauvaise saison. La cellule comprend trois pièces : 1° une antichambre appelée Ave Maria, à cause de la prière que le moine y récite avant d'entrer dans le cubiculum lorsqu'il revient de l'extérieur ; elle servait primitivement de cuisine, actuellement son usage n'est pas défini ; elle sert souvent d'atelier pour de petits travaux manuels ; 2° un cubiculum (chambre principale, chauffée par un poêle de fonte ou un fourneau, avec un lit, une table, un banc, une bibliothèque, et un oratoire) ; 3° un atelier pour le travail manuel. Entre la cellule et la galerie du cloître se trouve un guichet disposé dans l'épaisseur du mur par lequel le moine reçoit ses repas sans avoir à sortir de cellule. Un jardin clos est disposé devant la cellule. Il est cultivé par l'occupant à sa guise. Selon la disposition des terrains et les habitudes locales, les cellules sont construites sur un ou deux étages, les pièces hautes étant alors réservées à l'habitat.
La place de l'hygiène dans les cellules a évolué avec la société. En principe, l'isolement de la cellule permet une hygiène personnelle qui était, au Moyen Âge et à la période moderne, de qualité supérieure à celle des ordres cénobitiques. Une légende circulait même selon laquelle il n'y avait pas de puces dans les cellules des Chartreux. Celles de la première Chartreuse étaient parcourues par une canalisation qui permettaient une hygiène personnelle peu commune à l'époque. Mais après l'avalanche de 1132, les cellules de la nouvelle maison haute, comme celles de la plupart des maisons de l'ordre, ne bénéficiaient déjà plus de ce système. Aujourd'hui encore toutes les cellules du grand cloître de la Grande Chartreuse ne bénéficient pas de l'eau courante. Dans plusieurs maisons, l'eau est tirée à des fontaines disposées dans les galeries du cloître. Ailleurs, l'eau courante a été progressivement installée. En hiver l'eau peut être tempérée sur le poêle, mais il n'y a pas d'eau chaude courante. Les douches se sont introduites à la fin du XXe siècle, disposées dans des lieux divers des bâtiments conventuels, susceptibles de fournir de l'eau chaude. Leur usage est souvent réglementé (une douche hors de cellule par semaine). Il a fallu attendre les fondations récentes d'Amérique du Sud pour voir des cellules équipées de douches individuelles. Selon l'architecture des maisons, les latrines individuelles prennent place en divers lieux des cellules. Il s'agit souvent d'un cabinet installé à l'écart du cubiculum, tantôt à l'étage, tantôt au rez-de-chaussée. Les fouilles archéologiques conduites dans les fosses de déjections des cellules de certaines maisons en ruine (La Verne par exemple) ont permis des découvertes fort intéressantes sur les objets de la vie courante des anciens Chartreux : rosaires, poteries, menus objets divers.

### Chartreuses de montagnes, chartreuses urbaines et chartreuses nécropoles

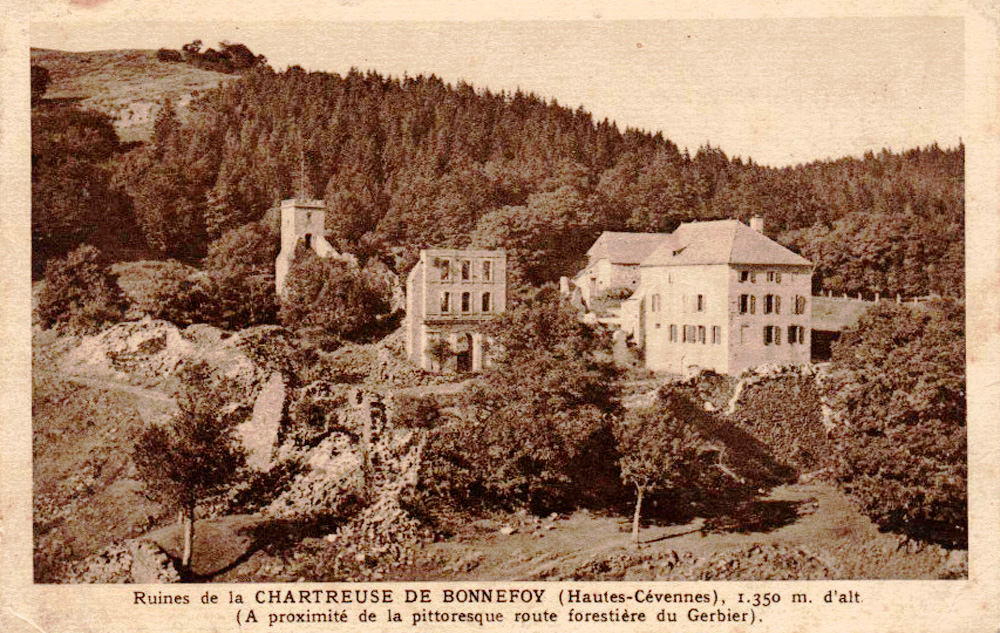
Chartreuse de Bonnefoy, altitude 1310 mètres.

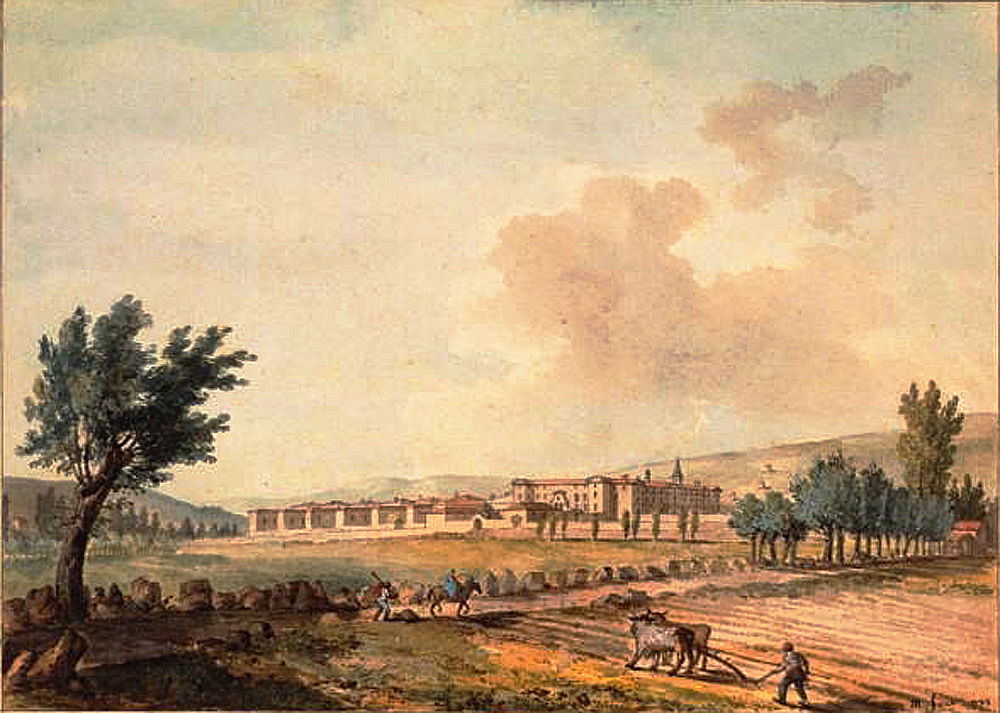
Chartreuse urbaine de Villeneuve-sur-Loire, à Brives-Charensac.

Les premières chartreuses furent fondées en zones montagneuses au climat rude et furent marquées jusque dans leur mode de vie par ce contexte géographique.
Le nombre statutaire de cellules, fixé par les Coutumes de Guigues en 1127, était de douze cellules, auxquelles il faut ajouter une maison basse destinées à abriter seize frères. Le domaine initial de la Grande Chartreuse ne permettait guère en effet de nourrir une communauté plus nombreuse. 
Cependant, à partir de la seconde moitié du XIIIe siècle, la fondation de chartreuses urbaines (la première fut la Chartreuse de Paris en 1257) entraîna des modifications structurelles importantes.
À partir de 1290, à la suite de dons importants, les chapitres généraux permirent de doubler le nombre des cellules de certaines maisons (Paris, puis Gaming en Autriche, et la Grande Chartreuse, en 1332 D'où le nom de « chartreuse double » qualifiant un monastère comportant vingt-quatre cellules (par exemple Farneta en Italie, près de Lucques).
À la chartreuse de Clermont, décrite comme la chartreuse idéale par Eugène Viollet-le-Duc, dix-huit cellules entouraient le grand cloître, toutes arrangées sur le même plan. 
À la Grande Chartreuse comme à la Valsainte (jusqu'aux travaux de 2006), trente-quatre Pères pouvaient être hébergés.
En outre, tant que les chartreux demeuraient implantés dans des zones de montagnes difficilement accessibles, leur solitude était garantie par le cadre géographique isolé (équivalent donc à un désert). Avec l'arrivée dans les villes, le développement démographique et le rapprochement des zones habitées, la solitude devint plus fragile et entraîna l'édification de murs de clôture et la préservation de la solitude individuelle par la construction de murs de séparation empêchant l'accès des étrangers aux cellules et enfermant les moines dans l'espace clos de leur jardin, primitivement ouvert sur la campagne environnante.
En outre, la simplicité primitive des chartreuses urbaines a parfois été troquée, en certains cas demeurés exceptionnels, contre la magnificence de la décoration voulue par les bienfaiteurs comme en Italie à Pavie, Florence, ou en Espagne à Miraflorès près de Burgos (qui reste à peu près identique à ce qu'elle était en 1480) et Aula Dei, etc.